# Контактные линзы

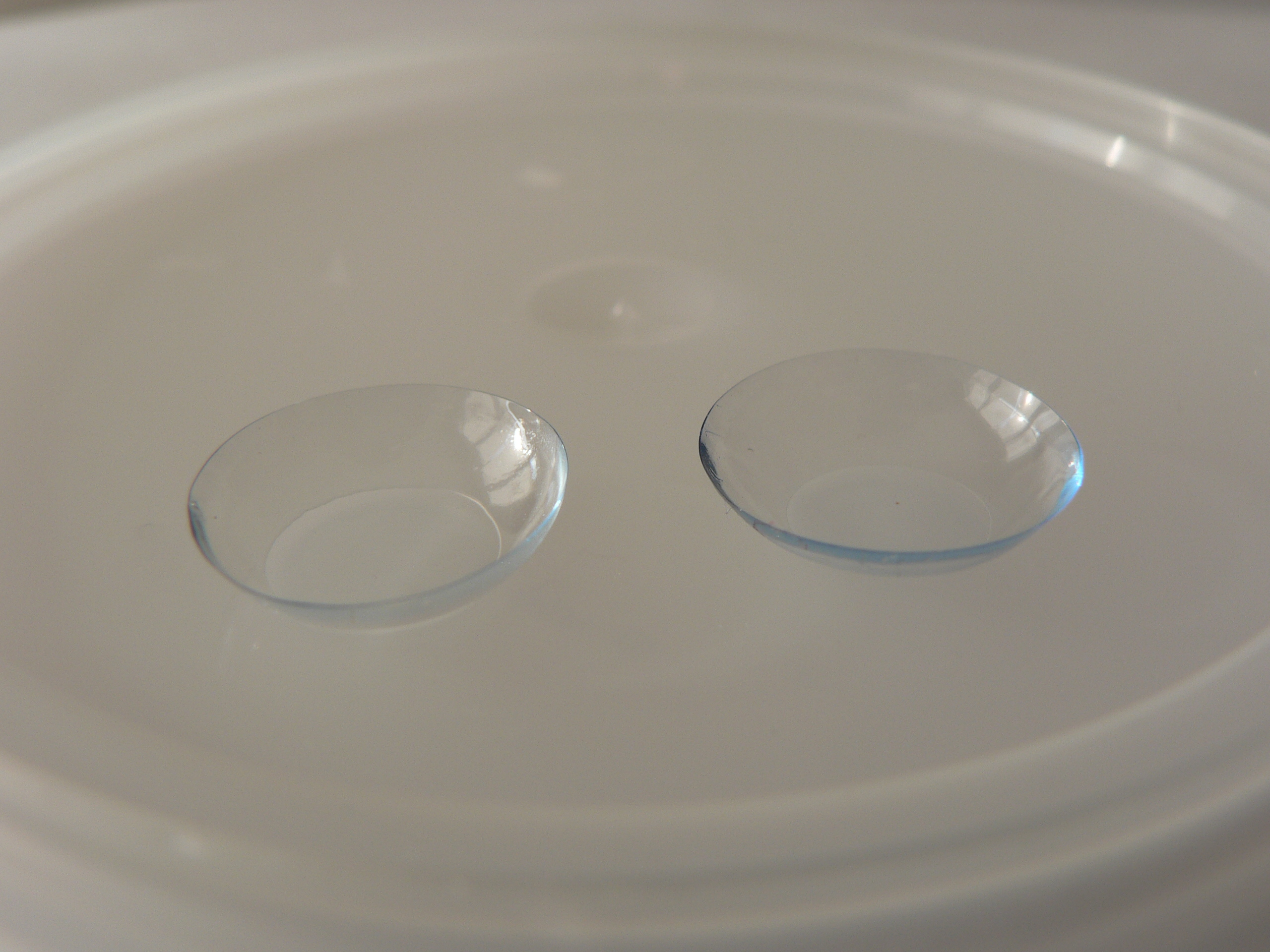
Контактные линзы

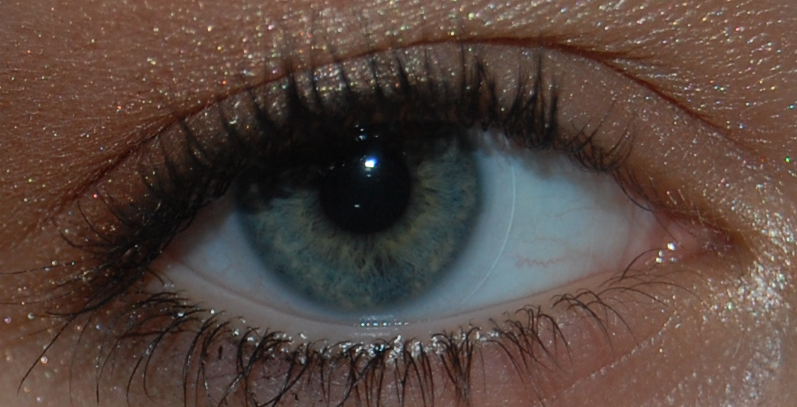
Надетая контактная линза

Контактные линзы — линзы, которые надеваются непосредственно на роговицу глаза. Чаще всего они используются с целью коррекции нарушений зрения: близорукости (миопии), дальнозоркости (гиперметропии), астигматизма и пресбиопии. Линзы также могут использоваться для изменения и подчёркивания цвета глаз. В некоторых случаях линзы назначаются с лечебной целью для защиты поверхности глаза.
Контактные линзы, по мнению специалистов, носят около 125 миллионов человек (2 %) [в последующих случаях процентные данные будут на момент написания статьи] в мире. Более 40 % тех, кто носит контактные линзы, — это молодые люди в возрасте от 12 до 25 лет. А среди тех, кто надевает контактные линзы впервые, доля молодых людей в возрасте до 35 лет почти 90 %, при этом женщин среди них — 70 %.
Принцип действия контактных линз такой же, как и у очковых линз. Они преломляют свет и направляют его на сетчатку глаза, что обеспечивает улучшение зрения.

## История
Впервые идею использовать оптическую коррекцию зрения высказал Леонардо да Винчи в 1508 году. В архиве его работ находили чертежи шара, заполненного водой, через который человек с плохим зрением лучше видел. В его записях также существуют схемы линз — прообраз современных контактных линз.
В 1637 году Рене Декарт опубликовал свой труд, в котором представил чертежи оптического прибора. Этот прибор состоял из стеклянной трубки, заполненной водой, к одному концу было прикреплено увеличительное стекло, а другой конец приставлялся к глазу. Впоследствии английский физик Томас Юнг улучшил прибор Рене Декарта, применив более короткую трубку, тем самым компенсируя недостатки рефракции. 
В 1888 году немецкий физиолог Адольф Гастон Евгений Фик описал первую стеклянную линзу, обладающую оптической силой. Изготовил же первую линзу и внедрил во врачебную практику в 1889 году немецкий офтальмолог и изобретатель Август Мюллер. Он защитил докторскую диссертацию на тему «Очки и роговичные линзы». Первые линзы Август Мюллер применил для коррекции зрения при близорукости.
До 1960-х годов контактные линзы изготавливали только из оргстекла (PMMA). Жёсткие PMMA линзы были некомфортны при ношении, вызывали ощущение инородного тела в глазу и не пропускали к роговице глаза необходимый для её нормального функционирования кислород.
В 1960 г. чешский учёный Отто Вихтерле изобрёл способ изготовления мягких контактных линз из гидрофильного полимера (НЕМА). Этот полимер обладал способностью поглощать воду (38 %) и после насыщения водой становился очень мягким и эластичным. Линзы из гидрофильных полимеров стали называть гидрогелевыми контактными линзами. В конце 1960-х годов компания Bausch+Lomb начала новый проект, выкупив права на производство и продажу мягких контактных линз из нового гидрофильного материала.
1971 год — Bausch+Lomb стала первой компанией, получившей разрешение FDA на продажу мягких контактных линз.
В 1998 году компания Ciba Vision (Alcon) выпустила на рынке Мексики первые силикон-гидрогелевые контактные линзы Focus Night&Day. Этот новый вид материала обеспечил контактным линзам способность пропускать к роговице глаза больше кислорода, что важно для здоровья глаз.
В 2012 году компания Алкон выпустила первые линзы из водоградиентного материала, Dailies Total1. Внутри линзы находится силикон-гидрогелевая основа с низким содержанием воды, поверхность линзы состоит из геля с высоким влагосодержанием. Влагосодержание возрастает от сердцевины линзы (33 %) к поверхности (80 % и более), достигая 99,6 % влагосодержания на поверхности.

## Виды контактных линз
Существуют различные классификации контактных линз: по материалу, из которого они изготовлены, по частоте замены (срока, после которого линзы заменяются на новые), режиму ношения (дневной, гибкий, пролонгированный, непрерывный), дизайну /оптическим свойствам (сферические, торические, мультифокальные), степени прозрачности (прозрачные, цветные, декоративные).
В целом, контактные линзы подразделяют на две большие группы:
- Мягкие контактные линзы;
- Жёсткие контактные линзы.

Мягкие контактные линзы носят около 90 % пользователей контактных линз в мире. Мягкие контактные линзы, в свою очередь, подразделяются на 2 основных класса: гидрогелевые линзы и силикон-гидрогелевые линзы. В свою очередь, производители контактных линз стараются совершенствовать материалы, из которых изготавливаются линзы. Это приводит к появлению «подклассов» гидрогелевых и силикон-гидрогелевых линз. Основные параметры материалов линз будут приведены ниже.
Жёсткие контактные линзы применяются, в основном, для коррекции зрения в сложных случаях (например, при высоких степенях астигматизма, при неправильном астигматизме, при кератоконусе) и в ортокератологии. Жёсткие линзы хорошо сохраняют форму, поэтому обеспечивают высокое качество зрения. Современные жёсткие линзы изготавливают из материалов, производимых на основе силикона. Такие материалы обладают очень высокой газопроницаемостью, поэтому их называют жёсткими газопроницаемыми контактными линзами. Их кислородная проницаемость значительно выше в сравнении с мягкими контактными линзами.

## Косметические контактные линзы

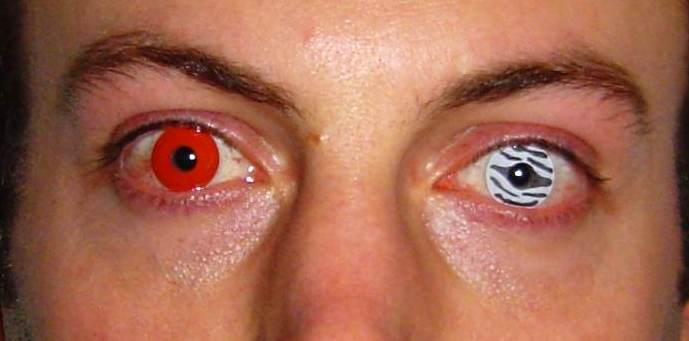
Декоративные цветные контактные линзы красного цвета и с рисунком

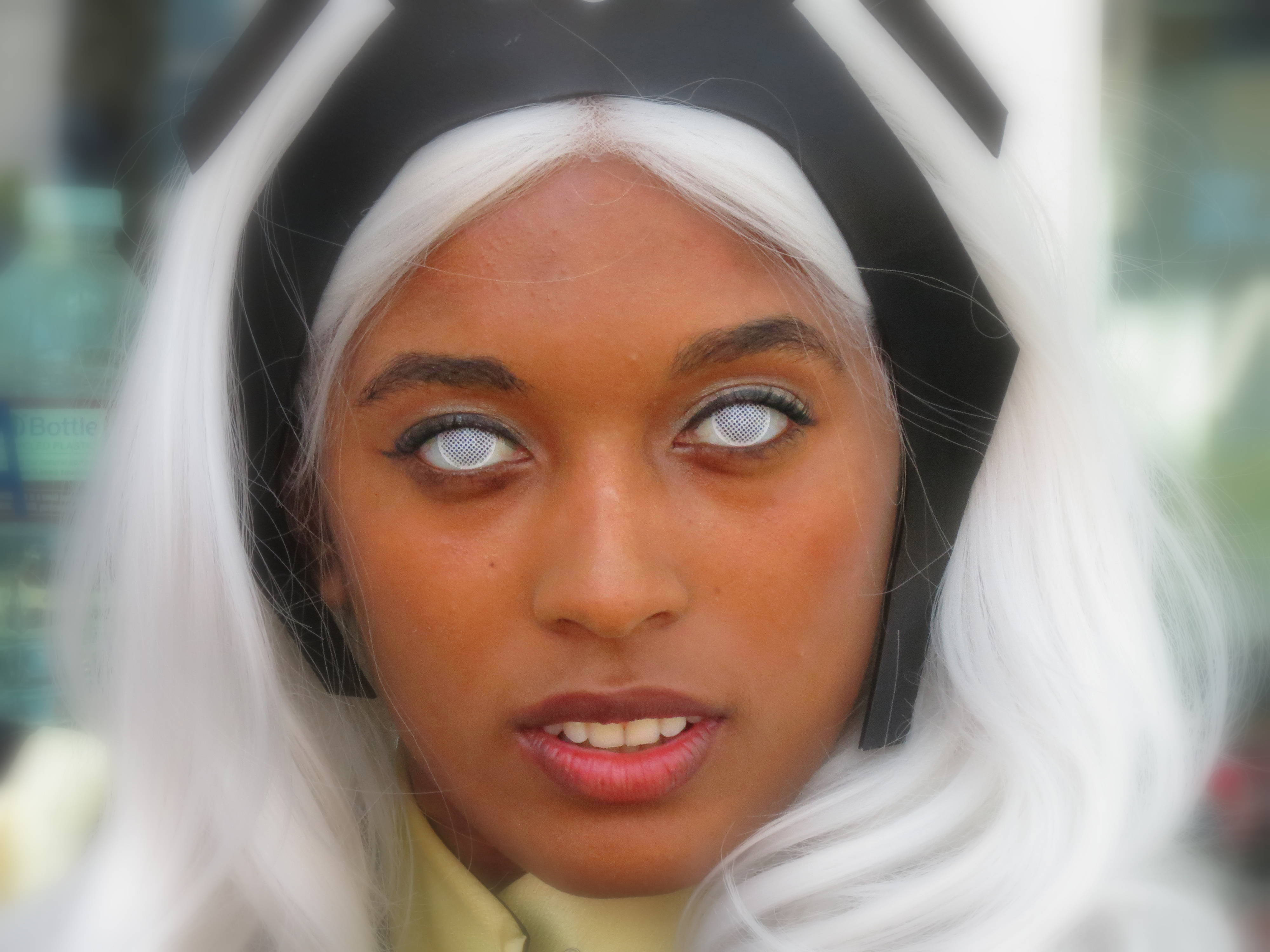
косметические контактные линзы, могут использоваться для маскарада, для фильмов ужасов или кинофантастики, спектаклей, для косплея

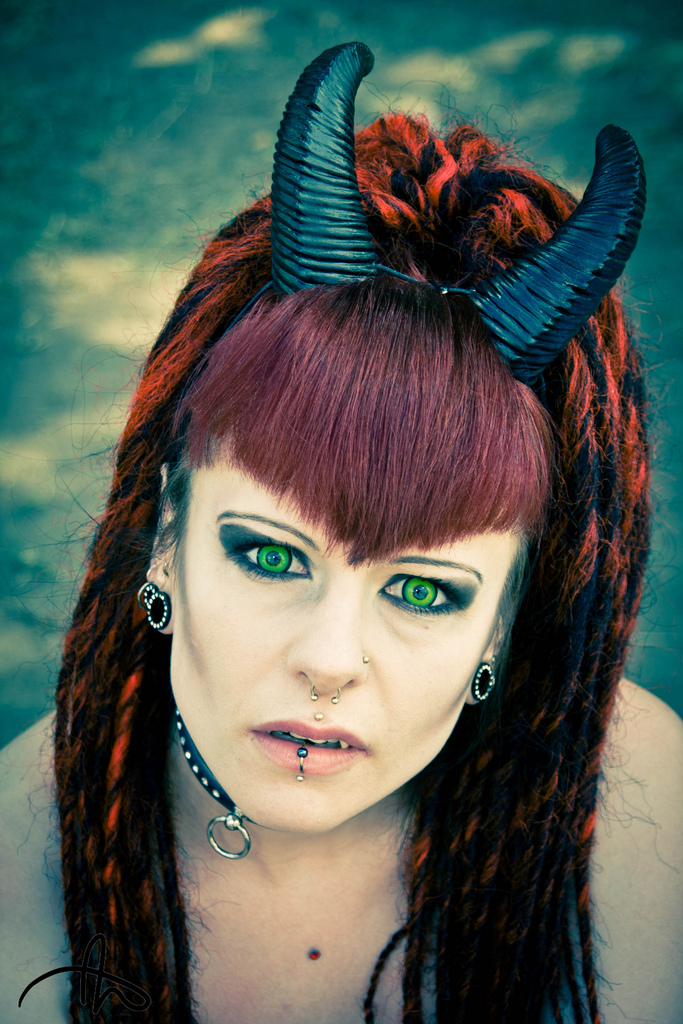
косметические контактные линзы почти натурального цвета, такие линзы можно использовать для временного изменения цвета глаз

Косметические контактные линзы служат для радикального изменения цвета радужной оболочки глаза и способны изменить цвет как тёмных, так и светлых глаз. Рисунок цветных контактных линз нанесён непрозрачным пигментом, обычно расположен в виде точек или отдельных линий, и имитирует естественный рисунок радужки. В центре цветной линзы имеется прозрачная зона, поэтому линза не влияет на восприятие цвета отдельных предметов. В некоторых случаях в тёмное время суток, когда зрачок при недостаточном освещении расширяется, в зону видимости может попадать окрашенная часть линзы, что воспринимается как затуманивание зрения или пелена перед глазами.
Оттеночные контактные линзы используют для усиления или изменения оттенка глаз. Рисунок оттеночной линзы обычно нанесён прозрачным красителем, через который просвечивает собственный рисунок радужки глаза. Оттеночные линзы обычно используются для светлых глаз.
Лимбальные контактные линзы не меняют цвет глаз, а придают яркость и зрительно увеличивают глаза за счёт тёмного кольца, расположенного в области лимба — края роговицы.
Декоративные линзы (карнавальные, театральные, крейзи-линзы, склеральные) — это линзы ярких цветов (красного, чёрного, жёлтого), имеют рисунок в виде полосок, картинок. Такие линзы используются в театральных и кинопостановках или косплеях.
Медицинские косметические линзы — косметические линзы, которые нужны людям из-за различных дефектов глаз, например, если один глаз не видит и выглядит неестественно и т.д. Заменяют дорогие протезы глаза, которые применяли раньше, но требовали удаления невидящего глаза.

## Основные параметры мягких контактных линз
Контактные линзы характеризуются следующими основными параметрами:
- Материал
- Радиус кривизны (BC, BCR)
- Диаметр линзы (D, OAD)
- Оптическая сила
- Оси цилиндра (только для торических линз)
- Толщина центра линзы
- Режим ношения
- Частота замены
- Дизайн

Частота замены — рекомендуемый производителем контактных линз максимальный период времени их использования, после которого линзы должны быть заменены на новые.
Однодневные контактные линзы (каждый день используется новая пара линз):
- 1 день

Линзы плановой замены (линзы носятся на протяжении определённого срока, обрабатываются с помощью специальных средств ухода):
- 1-2 недели
- 1 месяц

Традиционные контактные линзы:
- 3 месяца
- 6 месяцев
- 12 месяцев

Линзы длительного срока ношения без замены (6-12 месяцев) упакованы во флаконы. Линзы более частой замены упакованы в блистеры.
Режим ношения — рекомендуемый производителем контактных линз максимальный период времени, в течение которого линзы можно носить, не снимая.
- дневной (линзы надеваются утром и снимаются перед сном);
- пролонгированный (линзы носятся до 6-7 суток, не снимая на ночь);
- гибкий (линзы носятся 1-2 дня не снимая);
- непрерывный (возможно непрерывное ношение линз в течение до 30 дней, не снимая их на ночь; режим разрешён только для некоторых силикон-гидрогелевых линз);
- ночной режим используется с жёсткими ортокератологическими линзами (линзы надеваются за 15 минут до сна и снимаются утром. В течение дня пациент хорошо видит без линз, при условии соблюдении режима 8-часового сна и ношения каждую ночь).

Оптический дизайн контактных линз
- Сферические контактные линзы применяются для коррекции миопии и гиперметропии.
- Торические контактные линзы применяются для коррекции астигматизма.
- Мультифокальные контактные линзы применяются для коррекции пресбиопии.

Для повышения качества зрения во всех типах линз может применяться асферический дизайн.
Материал контактной линзы в значительной степени определяет её свойства. К главным характеристикам материала относятся содержание воды и кислородная проницаемость.
Способность контактной линзы пропускать кислород характеризуется специальным коэффициентом Dk/t (Dk — кислородная проницаемость материала линзы, а t -толщина линзы в центре). Для гидрогелевых линз Dk/t обычно лежит в диапазоне 15-40 единиц. Этого достаточно для дневного ношения. Для того, чтобы линзы можно было оставлять на глазах на ночь, требуются гораздо большие значения. Силикон-гидрогелевые контактные линзы имеют Dk/t порядка 70-175 единиц. Содержание воды в материале линзы влияет на её мягкость (модуль упругости материала) и смачиваемость. В зависимости от содержания воды в материале линзы они подразделяются на:
- линзы с низким содержанием воды (<= 50 %);
- линзы с высоким содержанием воды (> 50 %).

Материалы, используемые для изготовления мягких контактных линз, делятся на 2 группы: гидрогелевые и силикон-гидрогелевые.
- Гидрогелевые полимеры содержат больше воды (от 38 % до 78 %). Чем больше содержание воды в гидрогелевой линзе, тем больше она пропускает кислорода к роговице глаза. Однако с увеличением содержания воды гидрогелевые линзы становятся слишком мягкими и непрочными, и с ними трудно обращаться. Кислородная проницаемость гидрогелевых линз относительно невысока, но их мягкость и смачиваемость делает их комфортными.
- Силикон-гидрогелевые полимеры содержат меньше воды (от 24 % до 60 %, у водоградиентных линз вся поверхность покрыта водой) и имеют большую кислородную проницаемость за счёт силиконовой составляющей. Кислородная проницаемость силикон-гидрогелевых линз обычно в 4-6 раз выше, чем гидрогелевых, поэтому такие линзы называют «дышащими». Благодаря этому силикон-гидрогелевые линзы можно носить долго, и роговица глаза не будет испытывать недостатка в кислороде. Силикон-гидрогелевые линзы более плотные и хуже смачиваются[10]

Радиус кривизны в паре с диаметром контактной линзы влияет на то, как «сидит» линза на глазу. Обычно линзы выпускаются одного или двух значений радиусов кривизны. Плохая посадка контактной линзы из-за несоответствия радиуса кривизны линзы форме роговицы может стать причиной отказа от ношения контактных линз.
Основные оптические параметры контактной линзы: сила сферы (в диоптриях, со знаком «+» или «-»), сила цилиндра (в диоптриях) и положение оси цилиндра (в градусах). Последние два параметра указываются для торических контактных линз, применяемых для коррекции астигматизма.
Обозначения глаз в рецепте: OD — правый глаз, OS — левый глаз.
Параметры контактных линз для левого и правого глаза у одного пациента могут не совпадать.

## Возможные осложнения
Использование контактных линз может повлечь за собой следующие виды осложнений:
- инфекционные заболевания (сухой кератоконъюнктивит, другие конъюнктивиты и прочее).
- аллергические реакции.
- гипоксические реакции из-за нарушения доступа кислорода к роговице глаза.
- механическое повреждение роговицы.

При невыполнении правил гигиены и неправильной очистке линз — необходимо обрабатывать линзы специальным чистящим раствором — возможно инфицирование слизистой оболочки глаза. При несоблюдении сроков ношения, регулярном перенашивании линз плановой замены, использованию линз с низкой кислородной проницаемостью — возможно постепенное прорастание сосудов в роговицу глаза (неоваскуляризация роговицы) и другие осложнения, которые часто необратимы и являются противопоказанием к дальнейшему ношению контактных линз.

## Средства по уходу за контактными линзами

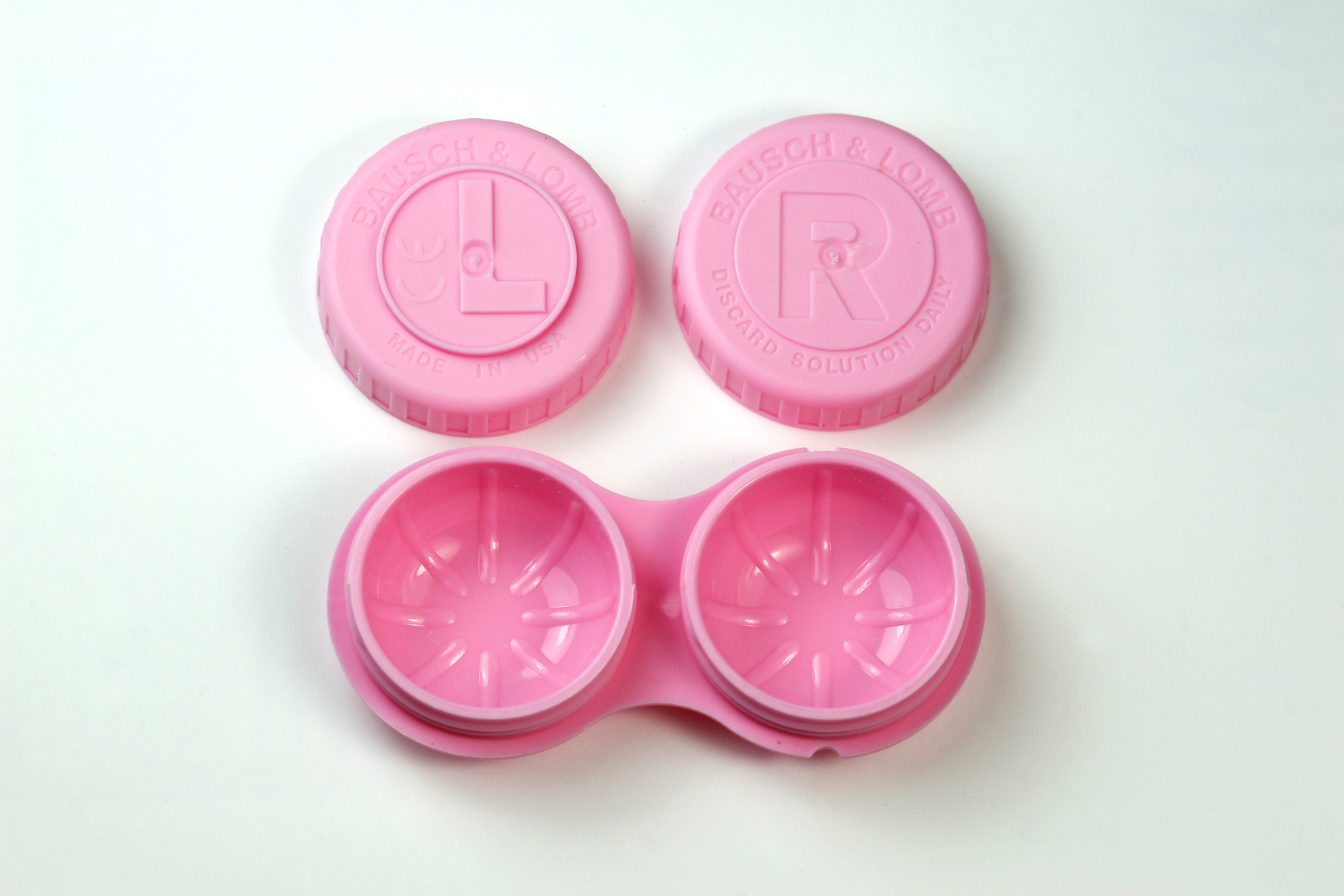
Вариант пенала для хранения и переноски контактных линз в залитом раствором состоянии

Средства по уходу за контактными линзами включают растворы и увлажняющие капли.
Растворы для ухода за контактными линзами выполняют следующие функции: очистка, увлажнение, дезинфекция, хранение линз.
Виды растворов:
- Многофункциональный раствор является самым распространённым способом ухода за контактными линзами. С его помощью можно очищать, хранить и дезинфицировать контактные линзы.
- Пероксидный раствор содержит перекись водорода, которая обладает сильными дезинфицирующими свойствами. В процессе ухода за линзами перекись водорода должна быть нейтрализована с помощью специального контейнера или таблеток, Такими растворами нельзя промывать линзы перед надеванием или закапывать в глаза. Это может вызвать ощущение жжения. Подходит для всех видов мягких и жёстких контактных линз. Пероксидные растворы не содержат консервантов.

Для дополнительного ухода за контактными линзами могут использоваться ферментные (энзимные) очистители в виде растворов или таблеток.